# Alen Pamić
Alen Pamić (Žminj, 15 de outubro de 1989 – Maružini, 21 de junho de 2013) foi um futebolista profissional da Croácia que jogou pela última vez no NK Istra. Ele morreu após sofrer uma parada cardíaca durante um jogo com amigos no dia 21 de junho de 2013. Já tinha sofrido em campo três colapsos anteriormente e se recusou a abandonar o futebol.